# ستيف ويتفيلد
ستيف ويتفيلد (21 نوفمبر 1950 بسيدني في أستراليا - ) (بالإنجليزية: Steve Whitfield)‏ هو لاعب كريكت أسترالي.

## وصلات خارجية
- ستيف ويتفيلد على موقع إي آس بي آن كريك إنفو (الإنجليزية)